# Kościół Niepokalanego Poczęcia Najświętszej Maryi Panny w Czarni
Kościół Niepokalanego Poczęcia Najświętszej Maryi Panny – rzymskokatolicki kościół parafialny należący do dekanatu Myszyniec diecezji łomżyńskiej.
Jest to świątynia wzniesiona ws stylu neogotyckim w latach 1903-07. Zaprojektowana została przez architekta Franciszka Przecławskiego. Kościół jest halowy i posiada wieżę frontową.

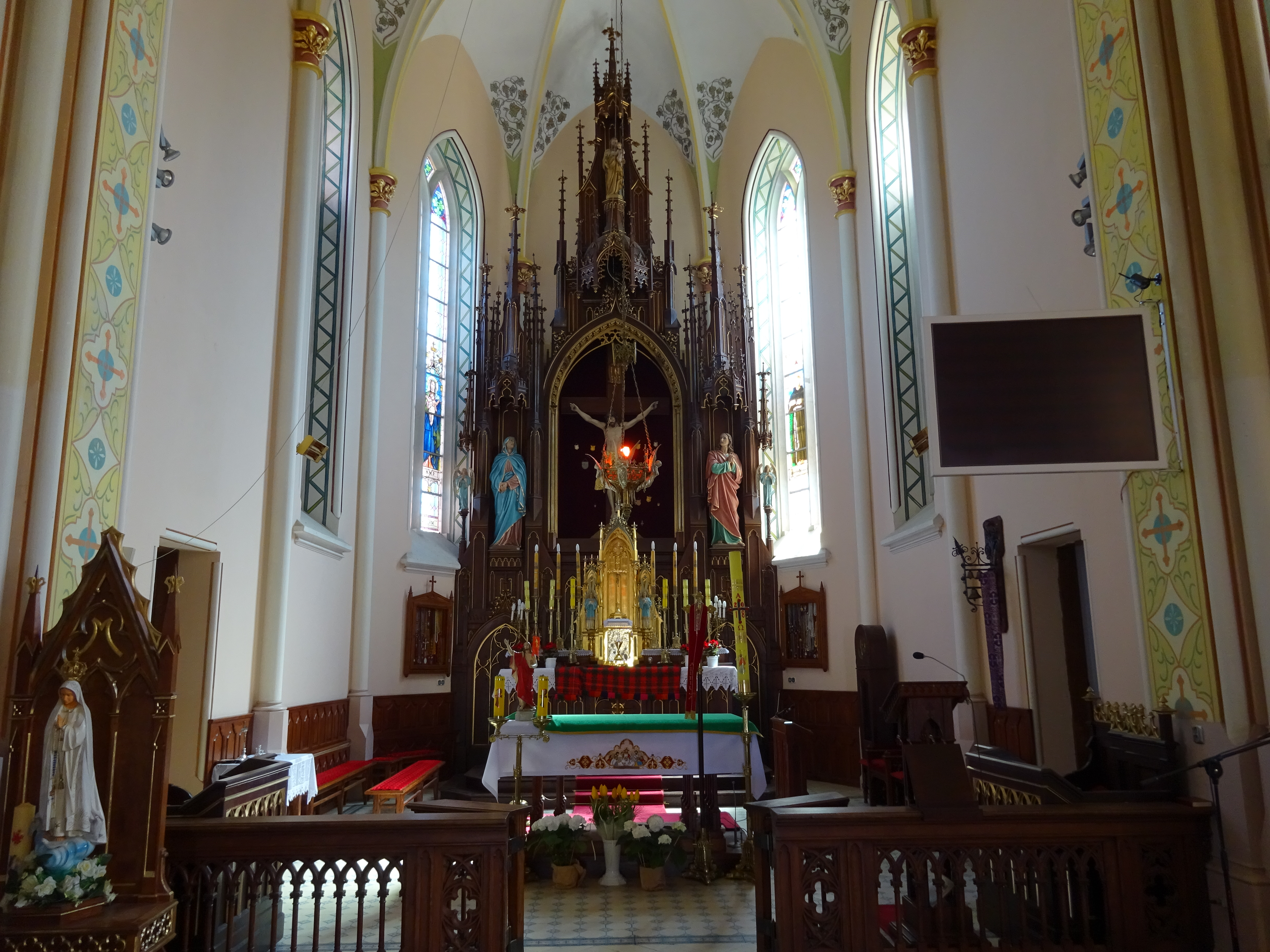
Wnętrze świątyni

W ścianę budowli jest wmurowana w 1998 roku tablica upamiętniająca franciszkanina brata Zenona Żebrowskiego, misjonarza Polski i Japonii, współpracownika Maksymiliana Marii Kolbego.